# ترنكت غرين (بيدفوردشير)
ترنكت غرين (بالإنجليزية: Thorncote Green)‏ هي قرية تقع في المملكة المتحدة في شرق انجلترا.